# جاك بيرك (ملاكم)
جاك بيرك (بالإنجليزية: Jack Burke)‏ (1875 - 14 فبراير 1942 في الولايات المتحدة) هو ملاكم أمريكي.

## إحصائيات
خاض خلال مسيرته 12 نزالا، فاز في 5 وتعادل في 4 وخسر في 3. فاز بالضربة القاضية في 4 نزالات.